# Wanqingsha
Wanqingsha (kinesiska: 万顷沙) är en köping i sydöstra Kina. Den ligger i stadsdistriktet Nansha i provinshuvudstaden Guangzhou i provinsen Guangdong. omkring 55 kilometer sydost om centrala Guangzhou. Antalet invånare är 44 891. Befolkningen består av 19 204 kvinnor och 25 687 män. Barn under 15 år utgör 11,0 %, vuxna 15-64 år 81 %, och äldre över 65 år 6,0 %.